# Anthaenantiopsis fiebrigii
Anthaenantiopsis fiebrigii är en gräsart som beskrevs av Parodi. Anthaenantiopsis fiebrigii ingår i släktet Anthaenantiopsis och familjen gräs.
Artens utbredningsområde är Paraguay. Inga underarter finns listade i Catalogue of Life.